# 岡崎電気軌道の木造単車

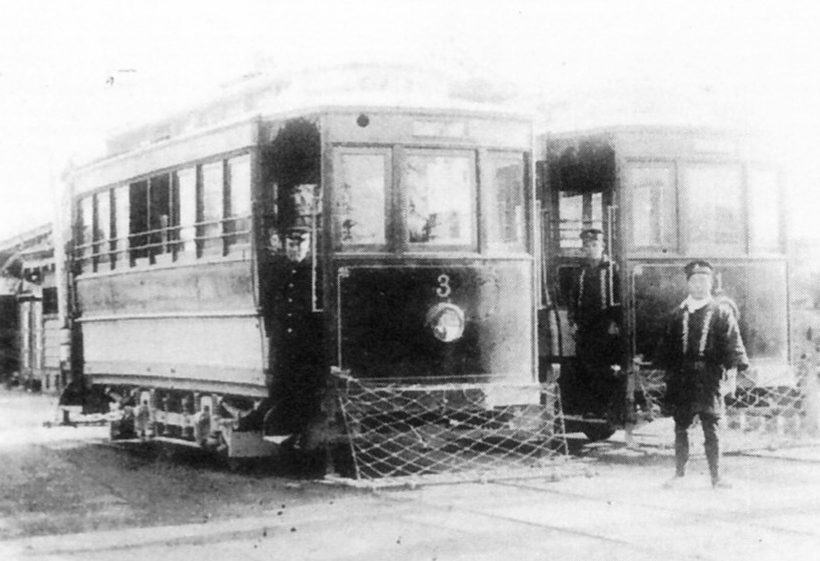
3号（左）と1号（右）。電化開業に合わせて用意された4両のうちの2両。

本項では岡崎電気軌道の木造単車（おかざきでんききどうのもくぞうたんしゃ）について解説する。

## 解説
1911年（明治44年）10月、院線岡崎駅と岡崎市街地とを結んでいた岡崎馬車鉄道が社名を岡崎電気軌道と改め、馬車鉄道から電車運転に切り替え電化・改軌することを臨時株主総会で決議した（後の名古屋鉄道（名鉄）岡崎市内線）。電化開業に当たり名古屋電車製作所製の木造4輪単車（路面電車車両）が4両用意され、以後旅客用車両としては単車8両、2軸ボギー台車4両（100形・200形）が増備された。
単車12両のうち3両は岡崎電気軌道（岡電）時代に廃車となり、残る9両は三河鉄道（三鉄）との合併を経て名古屋鉄道（名鉄）に引き継がれたが、岡崎空襲で6両が被災し、終戦後「戦災復旧車」として車体が新造された。これらは被災を免れた3両が改番時にモ45形（2代）に区分されたのに対してモ50形とされた。
戦後の岡崎市内線には岡電車両のほかに岐阜市内線や起線からの転属車両、名古屋市電から譲渡されたモ90形などが充当されたが、いずれも単車であり、廃線まで単車が同線の主力であり続けた。原形を保ったモ45形3両は1960年（昭和35年）8月に廃車となったが、戦災復旧車モ50形6両は1962年（昭和37年）6月17日の岡崎市内線廃止時まで在籍した。

## グループ別概要

### 1-4号
1912年（明治45年）の電化開業時に導入された4両。シーメンス製25馬力モーターを2基搭載し、登場時の定員は34人。ベンチレーターのないダブルルーフ車体の側面には一段下降式の客室窓8枚が並び、緩い曲面状の前面3枚窓の下部に前照灯を備える。乗降扉は無くオープンデッキ構造である。
車体老朽化により1-3号は1924年（大正13年）に車体取り換え改造を受けたが、側面腰板は改造後も腰部が絞られた二段羽目で、明治期の路面電車の特徴を残していた。改造対象から外れた4号は同時期に廃車され、後述する5・6号とともに大樹寺駅、岩津駅、門立駅の待合室に流用された。
1-3号は1941年（昭和16年）の改番で48-50号となり、1949年（昭和24年）の再改番で48号がモ45形47に、49・50号が戦災復旧を経てモ50形59・60となった。

### 5・6号
菅生祭の乗客増に対応するため、1914年（大正3年）8月に増備された付随車。1-4号とほぼ同じ形態だが定員が42人になった。
電動車の1-4号に牽引されて運用されたが、当時は単線で機回しできる配線ではなかったため、付随車牽引の電動車は終着駅到着後に付随車を切り離し、後続の単行電動車が折り返す際に付随車を連結して牽引させ、終着駅まで付随車を牽引してきた電動車は単行電動車として折り返す、という運用がなされた。
先述の通り電動車4号とともに1924年（大正13年）頃に廃車となり、駅の待合室として利用された。

### 7・8号
1919年（大正3年）増備。1-4号より大型化し定員が5・6号と同じく42人となった。車体構造などは1-4号とほとんど変わらなかったが、8号は1925年（大正14年）に後述する9-12号と同じ車体に改造された。
1941年（昭和16年）の改番で51・52号となったがともに被災し、復旧後1949年（昭和24年）の再改番でモ50形61・62となった。

### 9-12号
1922年（大正11年）に複線化後による輸送力増強のため9・10号が増備された。また、1924年（大正13年）には廃車する4-6号の代替として11・12号を追加増備している。
ダブルルーフの両端部がアーチ型になり、腰板も二段羽目から短冊板縦張りに変更されるなど、外観のスタイルが明治から大正型に変わっており、車体も大型化し電動機もイングリッシュ・エレクトリック（デッカー）製の36馬力モーター2基に増強されている。
1941年（昭和16年）の改番で53-56号となり、1949年（昭和24年）の再改番で54・55号がモ45形48・49に、53・56号が戦災復旧を経てモ50形63・64となった。

## ギャラリー

1941年改番前の各車
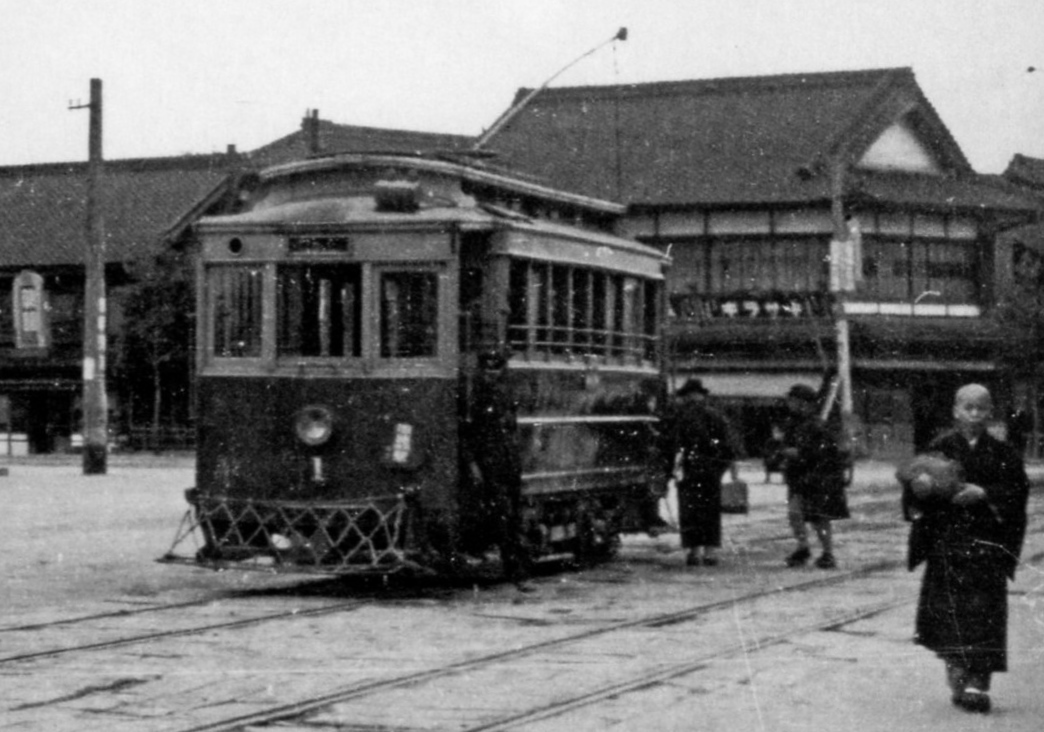
1号
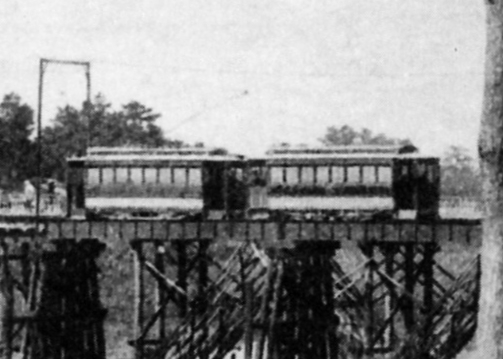
5号又は6号（右）と電動車
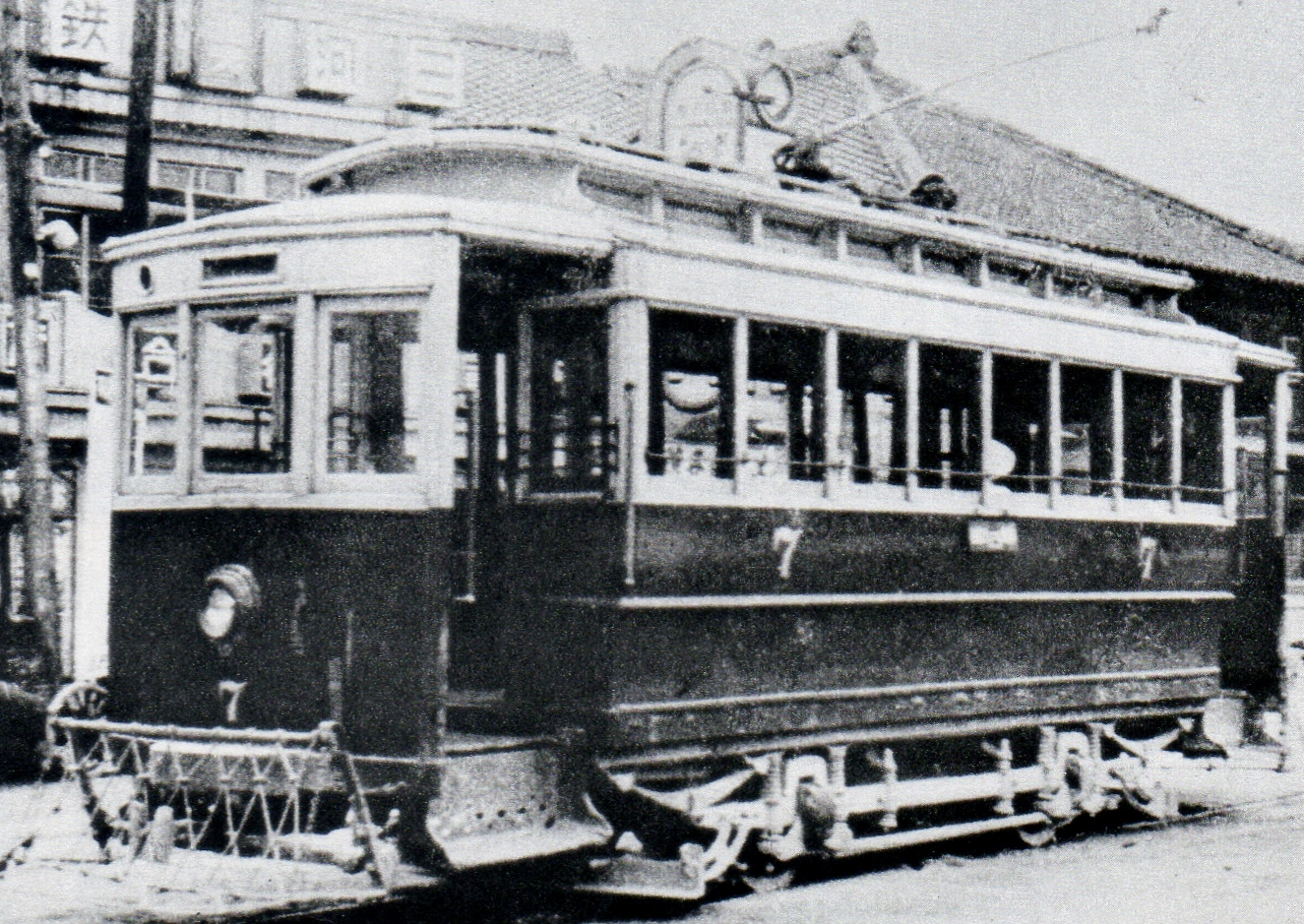
7号
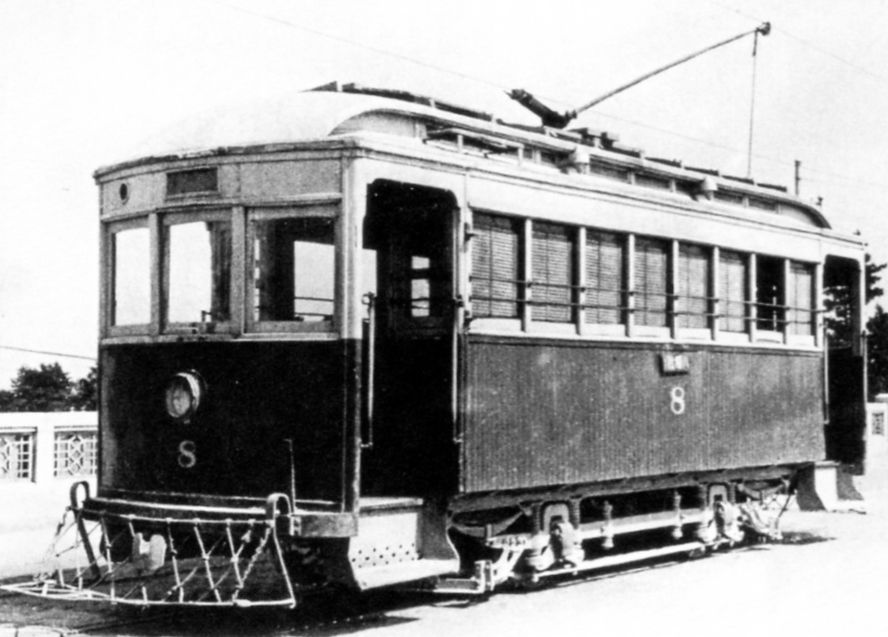
8号（車体改造後）
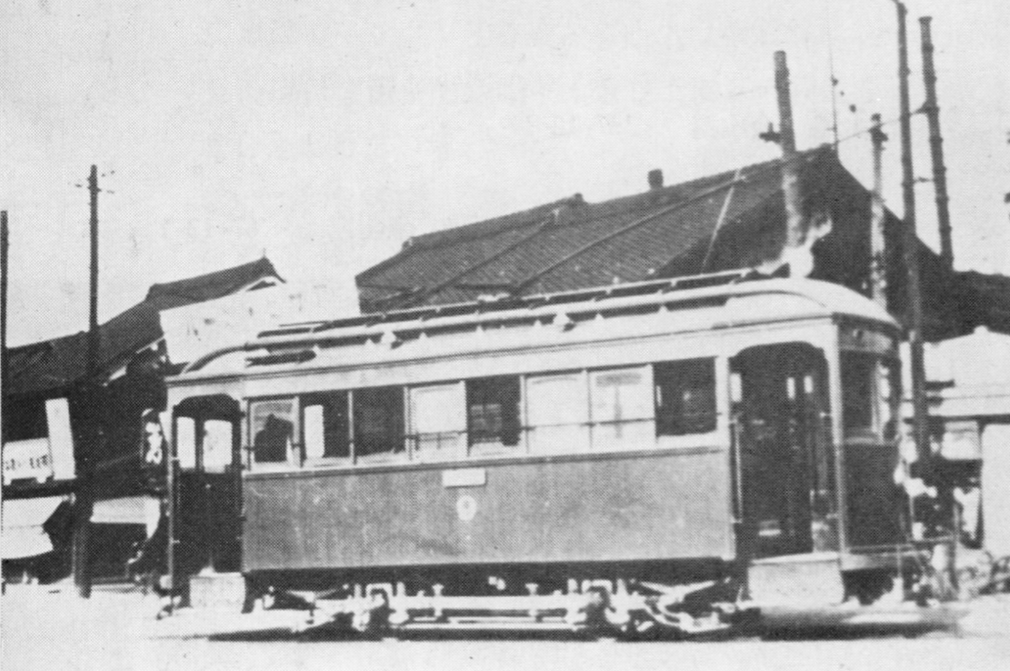
9号
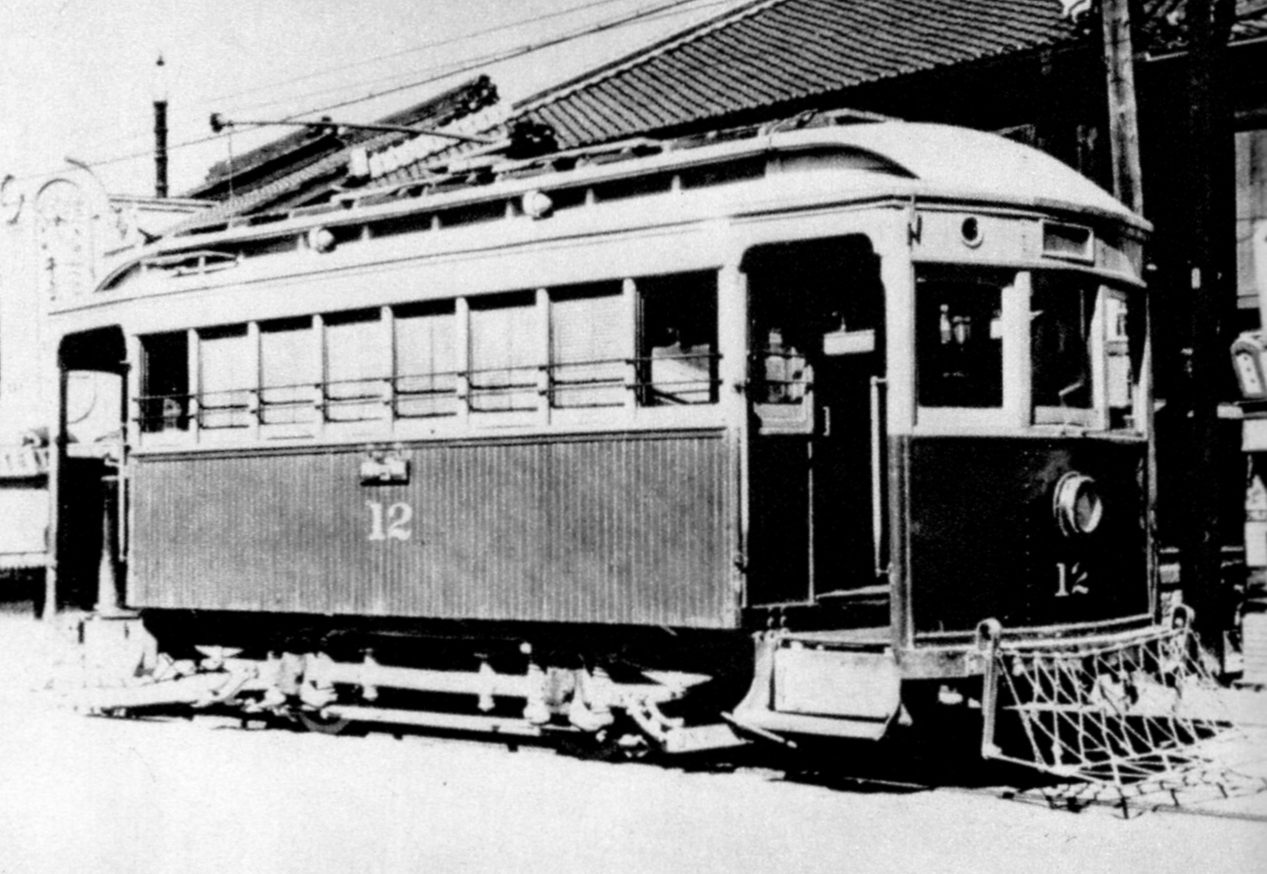
12号

## 改番表
| 岡崎電気軌道 | 岡崎電気軌道 | 岡崎電気軌道 | 岡崎電気軌道 | 岡崎電気軌道 | 三鉄   | 名古屋鉄道 | 名古屋鉄道 | 名古屋鉄道 | 名古屋鉄道 | 名古屋鉄道 |        |
| 1912年       | 1914年       | 1919年       | 1922年       | 1924年       | 1927年 | 1941年     | 1945年     | 1946年     | 1947年     | 1949年     | 1949年 |
| ------------ | ------------ | ------------ | ------------ | ------------ | ------ | ---------- | ---------- | ---------- | ---------- | ---------- | ------ |
| 1            | 1            | 1            | 1            | 1            | 1      | 48         | 48         | 48         | 48         | モ45形 47  |        |
| 2            | 2            | 2            | 2            | 2            | 2      | 49         | 戦災       | 49         | 49         | モ50形 59  |        |
| 3            | 3            | 3            | 3            | 3            | 3      | 50         | 戦災       | 戦災       | 50         | モ50形 60  |        |
| 4            | 4            | 4            | 4            | 廃車         | 廃車   | 廃車       | 廃車       | 廃車       | 廃車       | 廃車       | 廃車   |
|              | 5            | 5            | 5            | 廃車         | 廃車   | 廃車       | 廃車       | 廃車       | 廃車       | 廃車       | 廃車   |
|              | 6            | 6            | 6            | 廃車         | 廃車   | 廃車       | 廃車       | 廃車       | 廃車       | 廃車       | 廃車   |
|              |              | 7            | 7            | 7            | 7      | 51         | 戦災       | 戦災       | 51         | モ50形 61  |        |
|              |              | 8            | 8            | 8            | 8      | 52         | 戦災       | 戦災       | 52         | モ50形 62  |        |
|              |              |              | 9            | 9            | 9      | 53         | 戦災       | 戦災       | 53         | モ50形 63  |        |
|              |              |              | 10           | 10           | 10     | 54         | 54         | 54         | 54         | モ45形 48  |        |
|              |              |              |              | 11           | 11     | 55         | 55         | 55         | 55         | モ45形 49  |        |
|              |              |              |              | 12           | 12     | 56         | 戦災       | 戦災       | 56         | モ50形 64  |        |

## 主要諸元
出典：1944年版車両諸元表
| 車号             | 48・49                         | 50                             | 51                             | 52・53・54                     | 55                             | 56                             |
| 旧車号           | 1・2                           | 3                              | 7                              | 8・9・10                       | 11                             | 12                             |
| ---------------- | ------------------------------ | ------------------------------ | ------------------------------ | ------------------------------ | ------------------------------ | ------------------------------ |
| 定員 (人)        | 42                             | 42                             | 50                             | 50                             | 50                             | 50                             |
| 座席 (人)        | 14                             | 14                             | 10                             | 10                             | 10                             | 10                             |
| 全長 (mm)        | 8,331                          | 8,331                          | 8,534                          | 8,534                          | 8,534                          | 8,534                          |
| 全幅 (mm)        | 2,133                          | 2,133                          | 2,286                          | 2,286                          | 2,286                          | 2,286                          |
| 全高 (mm)        | 3,607                          | 3,607                          | 3,838                          | 3,838                          | 3,838                          | 3,838                          |
| 自重 (t)         | 5.3                            | 5.3                            | 6.6                            | 6.6                            | 6.6                            | 6.6                            |
| 主電動機 (PS×数) | シーメンス SS-25 (25×2)        | 東洋電機製造 TDK-13B (30×2)    | デッカー DK-8A (36×2)          | 東洋電機製造 TDK-13B (30×2)    | デッカー DK-13D (50×2)         | 東洋電機製造 TDK-13A (40×2)    |
| 歯車比           | 67 : 14                        | 71 : 15                        | 71 : 15                        | 71 : 15                        | 71 : 15                        | 71 : 15                        |
| 集電装置         | トロリーポール                 | トロリーポール                 | トロリーポール                 | トロリーポール                 | トロリーポール                 | トロリーポール                 |
| 制御装置         | SSOW                           | GE B-18 または DB-1K4          | DB-1K4-C                       | DB-1K4-C                       | DB-1K4-C                       | DB-1K4-C                       |
| 台車             | ブリル21-E                     | ブリル21-E                     | ブリル21-E                     | ブリル21-E                     | ブリル21-E                     | ブリル21-E                     |
| 車輪径 (mm)      | 762                            | 812                            | 838                            | 838                            | 838                            | 838                            |
| 制動方式         | 手ブレーキ・非常用発電ブレーキ | 手ブレーキ・非常用発電ブレーキ | 手ブレーキ・非常用発電ブレーキ | 手ブレーキ・非常用発電ブレーキ | 手ブレーキ・非常用発電ブレーキ | 手ブレーキ・非常用発電ブレーキ |
| 製造             | 名古屋電車製作所               | 名古屋電車製作所               | 名古屋電車製作所               | 名古屋電車製作所               | 名古屋電車製作所               | 名古屋電車製作所               |